# Jokoten
A jokotenkai (横展開） vagy rövidebb változatban jokoten (横展) (vagy: yokoten; ill. angol: horizontal deployment), de szinoním kifejezésként a suiheitenkai (水平展開)　kifejezés is használatos. Eredetileg japán vállalatoknál ismert és alkalmazott módszer arra, hogy saját szervezetünkön belül megismerjük mások megoldásait és saját céljaink érdekében alkalmazzuk azokat. Segítségével megelőzhető, hogy egymástól távoli szervezeti egységekben ugyanazon megoldások kerüljenek párhuzamosan kifejlesztésre. Mára a gyártó- és ipari cégeknél, különösen az autóiparban széleskörűen alkalmazott módszer, mely a javító és megelőző tevékenységek során, mint vizsgált szempontként, segítheti a hasonló hibák újbóli előfordulását azáltal, hogy minden hasonló tevékenységre kiterjeszti azt.

## A módszer rövid leírása
A jokoten egy vállalaton belüli, amolyan „horizontális benchmark”, amelyet a következőképpen lehet elképzelni:
- van egy probléma, amire nem rendelkezünk megfelelő megoldással,
- utánanézünk, kinek lehet(ett) hasonló problémája, amit már megoldott,
- felvesszük vele a kapcsolatot, elmegyünk hozzá
- megismerjük és megértjük a problémáját és a megoldást, amit kidolgozott,
- a megismert megoldást visszavisszük a saját munkahelyünkre, átalakítjuk a saját problémánknak, szervezetünknek megfelelően, majd bevezetjük a megoldást.

## Fontos tudnivalók a módszerrel kapcsolatban
- A fenti leírásból következően a hagyományos módon nem tervezhető, például nem érdemes éves jokoten-tervet készíteni.
- Jokotenre minden azt végző munkatársnak (aki látogatóba megy valakihez és aki fogad valakit) időt kell biztosítani, ez vezetői feladat. A motiváció, hogy a munkatársak ezt a módszert alkalmazzák, nem nehéz. A vezető, és a munkatárs egyaránt mérhető abban, hogy hány sikeresen megvalósított jokotent hajtottak végre. Ezek eredményei nyilvánosan a helyszínen bemutathatók, újabb fórumot biztosítva a jó ötletek terjesztésére.
- A jokoten nem egyszerű másolás, hanem minden esetben egy átalakítás, személyre ill. helyzetre szabás.